# Émile Dorand
Émile Dorand, né le 14 mai 1866 à Semur-en-Auxois (Côte-d'Or) et mort le 1er juillet 1922 à Paris, est un militaire français, pionnier de l’aéronautique. Il repose à Semur en Auxois.

## Biographie
En 1912, chef de bataillon du Génie, Émile Dorand devient chef du Laboratoire d'aéronautique militaire de Chalais-Meudon. En 1913, il conçoit un nouveau modèle d'avion de reconnaissance, le Dorand DO.1.

## Œuvres
- Émile Dorand, Sécurité de l'aéroplane dans une descente moteur éteint, s. l., 1912.